# Vestimenta tradicional de Tailandia

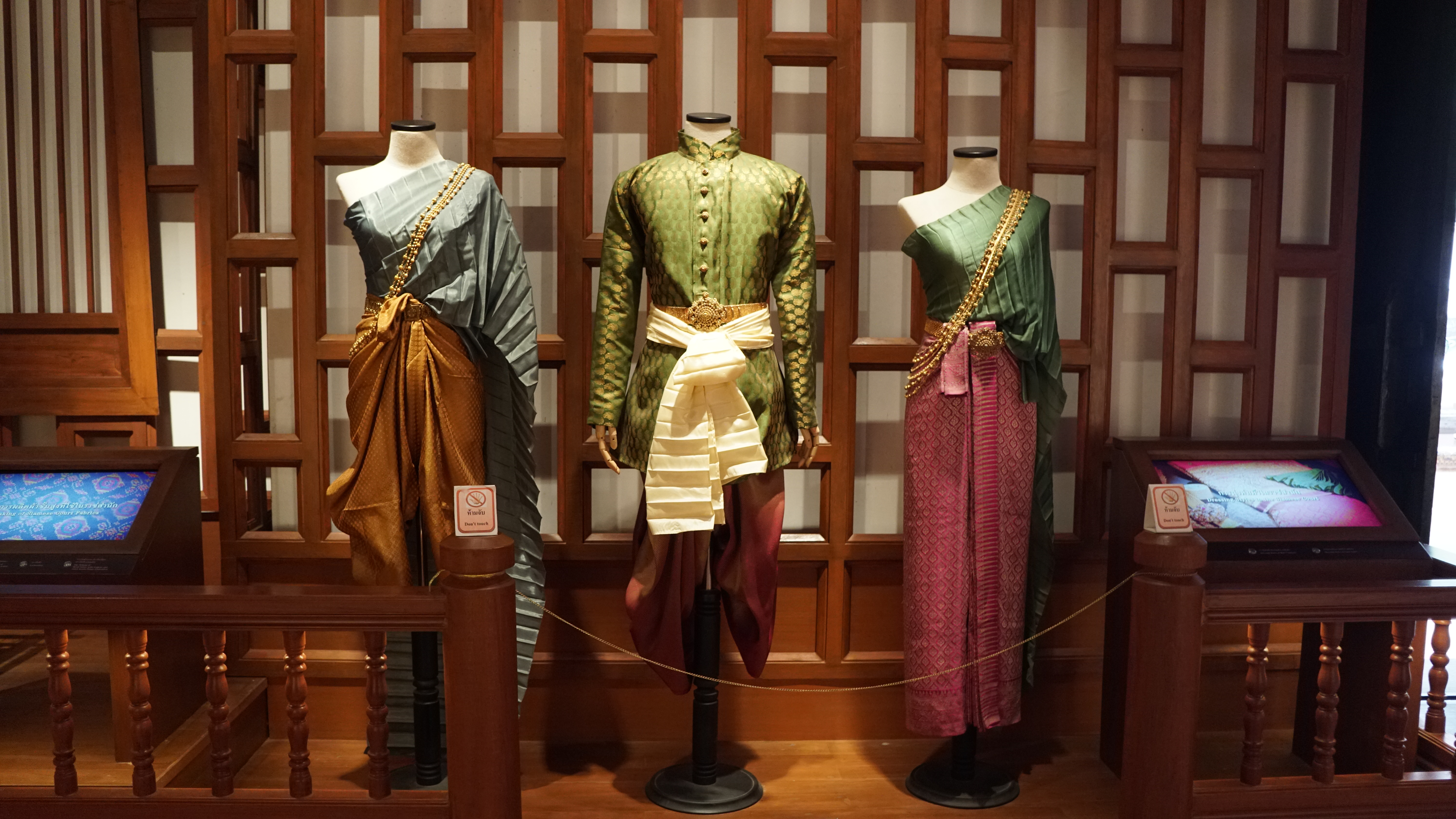
exhibición del chut thai

La vestimenta tradicional tailandesa, o chut thai en tailandés (ชุดไทย), que significa literalmente "vestimenta Thai". Puede ser usada por mujeres, hombres y niños. Las mujeres del norte y noreste suelen llevar un sinh en vez de un chong kraben acompañado con una blusa o un sue pat. La vestimenta tradicional de los hombres comprende un chang kben o pantalones, un camisa con diseño Raj, con opcionalmente medias blancas hasta la rodilla y un  sabai. Los hombres tailandeses del norte puede vestir un sado, un saco estilo Manchú blanco y a veces un khian hua. En ocasiones formales, las personas pueden escoger llevar el traje nacional tailandés formal.

## Historia

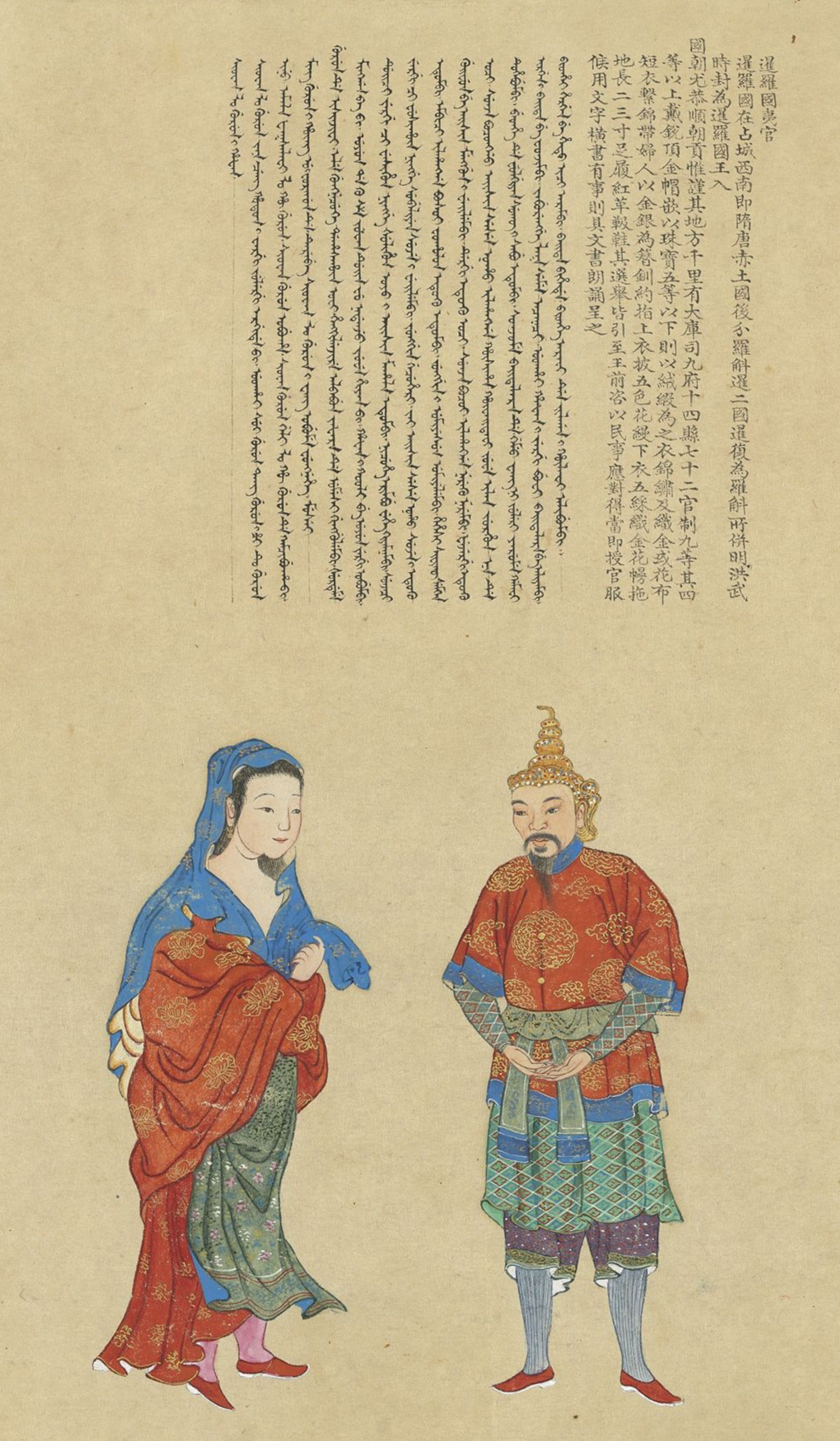
portarretrato de un oficial del estado siamés uno de los retratos de la dinastía Quing de xie sui

Históricamente, tanto los hombres como las mujeres tailandeses se vestían con un taparrabos llamado pha chung hang .  Los hombres llevaban su pha chung colgado para cubrir la cintura hasta la mitad del muslo, mientras que las mujeres llevaban su pha chung colgado desde la cintura hasta muy por debajo de la rodilla.  Los miembros de la nobleza vestían túnicas de seda llamadas khrui y un sombrero alto y puntiagudo llamado lomphok para asistir a los asuntos reales. El pecho y los pies descalzos se aceptaron como parte del código de vestimenta formal tailandés y se observan en murales, manuscritos ilustrados y fotografías tempranas hasta mediados del siglo XIX. Antes del siglo XX, los principales marcadores que distinguían la clase en la ropa tailandesa eran el uso de telas de algodón y seda con motivos impresos o tejidos, pero tanto la plebeya como la realeza vestían ropa envuelta, no cosida.  La vestimenta tradicional tailandesa cambió significativamente durante la época  Rattanakosin . 
Antes del siglo XVIII, tanto los hombres como las mujeres tailandeses mantenían el cabello largo. Sin embargo, después de las guerras birmanas-siamesas de 1759-1760 y 1765-1767 y las repetidas invasiones birmanas a Ayutthaya , las mujeres del centro de Tailandia comenzaron a cortarse el cabello en un estilo corto , que siguió siendo el peinado nacional hasta el siglo XX. 

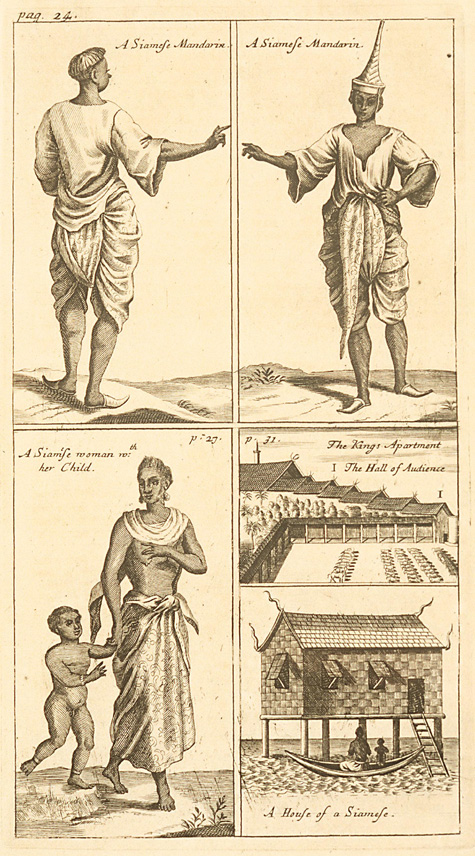
imagen de un cortesano tailandés usando un pha chung hang y una mujer del común usando un pha nung

A partir de la década de 1860, la realeza tailandesa "adoptó selectivamente la etiqueta corporal y sartorial victoriana para modelar personajes modernos que se publicitaban a nivel nacional e internacional mediante imágenes reproducidas mecánicamente".  La ropa cosida, incluidos los trajes de la corte y los uniformes ceremoniales, se inventó durante el reinado del rey Chulalongkorn .  Las formas de vestir occidentales se hicieron populares entre los habitantes urbanos de Bangkok durante este período.  A principios del siglo XX, el rey Chulalongkorn alentó a las mujeres tailandesas a usar el cabello largo en lugar del tradicional cabello corto, lo que más tarde se convirtió en una tendencia durante el reinado del rey Vajiravudh junto con el uso de pha sin (ผ้าซิ่น), una falda tubular, en lugar del pha chung hang (โจงกระเบน), una envoltura de tela. 
El 15 de enero de 1941, Plaek Pibulsonggram emitió un mandato cultural tailandés para modernizar y occidentalizar la vestimenta tailandesa, al considerar las costumbres practicadas desde hace mucho tiempo de usar calzoncillos, no usar camisa o usar una tela envolvente, como "formas de vestimenta pública inapropiada".

## prendas tradicionales

### Pha chung hang
El pha chung hang (en  tailandés : ผ้าจูงหาง ) o Chong kraben ( en tailandés : โจงกระเบน ) es una tela que se envuelve alrededor de la parte inferior del cuerpo. Es prácticamente el del sampot jemer. El pha chung hang es una tela larga y rectangular que se coloca alrededor de la parte inferior del cuerpo. La vestimenta tradicional es similar al dhoti del sur de Asia. El pha chung hang se parece más a los pantalones que a las faldas. Es una pieza de tela rectangular de tres metros de largo y un metro de ancho. Se usa envolviéndolo alrededor de la cintura, estirándolo lejos del cuerpo, retorciendo los extremos y luego tirando del retorcido entre las piernas y metiéndolo en la parte posterior de la cintura.

### pha nung
El pha nung ( tailandés : ผ้านุ่ง ), también conocido como pha sinh ( tailandés : ผ้าซิ่น ) o pha thung ( tailandés : ผ้าถุง ), es una tela larga que se lleva alrededor de la cintura y que se podría considerar como una falda larga entubada. 

### Pha biang
El pha biang ( tailandés : ผ้าเบี่ยง Pronunciación tailandesa: [culpo.bìaŋ] ) o Sabai ( tailandés : สไบ Pronunciación tailandesa: [sa.baj] ) es una prenda parecida a un chal o un paño para el pecho. Pha Biang puede ser utilizado por mujeres u hombres. El Pha Biang también se conoce como una pieza larga de seda, de aproximadamente un pie de ancho, que se envuelve diagonalmente alrededor del pecho cubriendo un hombro cuyo extremo cae detrás de la espalda. Pha Biang se puede usar alrededor del pecho desnudo o encima de otra tela. La práctica de usar Pha Biang junto con trajes de la época victoriana fue una práctica común durante el reinado del rey Chulalongkorn y duró hasta el reinado del rey Vajiravudh , cuando la ropa occidentalizada se puso más de moda. Plaek Pibulsonggram prohibió oficialmente el uso de Pha Biang como uso diario durante la reforma de la vestimenta en Tailandia.

### suea pat
Suea pat ( tailandés : เสื้อปัด Pronunciación tailandesa: [sɯ̂a.pàt] ) es una camisa de manga larga sin botones. Se usa envolviendo el lado derecho del panel frontal de la camisa sobre el lado izquierdo del panel frontal, y los dos paneles se atan entre sí mediante cuerdas. Las mujeres del norte de Tailandia suelen usar palmaditas de Suea.

## Otras lecturas
- Conway, Susan, and Mūnnithi Čhēm ʻĒt Dapbœ̄nyū Thō̜msan. Power dressing: Lanna Shan Siam 19th century court dress. Bangkok: James H.W. Thompson Foundation, 2003.
- Conway, Susan. Thai textiles. London: British Museum Press, 1992.
- Lu, Sylvia. Handwoven textiles of South-East Asia. Singapore: Oxford University Press, 1988.
- Meanmas, Chavalit. Costumes in Asean. Thailand: The National ASEAN Committee on Culture and Information of Thailand, 2000.
- Wee, C. J. Wan. Local cultures and the "new Asia": the state, culture, and capitalism in Southeast Asia. Singapore: Institute of Southeast Asian Studies, 2002.